# Масисский район
Масисский район (арм. Մասիսի շրջան) — упразднённая административно-территориальная единица в составе Армянской ССР и Армении, существовавшая в 1937—1995 годах. Центр — Масис.

## История
Район был образован в 1937 году под именем Зангибасарский район. 
В 1953 году район ликвидирован. В 1969 году район восстановлен под именем Масисский.
Упразднён в 1995 году при переходе Армении на новое административно-территориальное деление.